# Shōgo Kawada
Shōgo Kawada (川田 章吾?, Kawada Shōgo) a.k.a. studente numero 5, è uno dei 42 studenti protagonisti di Battle Royale. Nel film è interpretato da Tarō Yamamoto. Il suo gruppo sanguigno è 0.

## Caratteristiche
- Altezza: 1,83 cm
- Peso: 84 kg
- Campo di specializzazione: Nessuno
- Materie in cui eccelle: Nessuna
- Materie in cui è carente: Nessuna
- Arma che gli è toccata nel gioco: Fucile Remington M31

Come è stato rivelato nel numero 3 di Battle Royale, in passato è stato il vincitore del Programma. A causa delle ferite riportate in quella circostanza ha perso l'anno scolastico ed è stato trasferito in un'altra località, nella scuola media di Shiroiwa, nello Shikoku. Tuttavia il sistema sul quale si basa il Programma, che consiste nell'estrarre a sorte una classe, lo ha costretto a tornare ancora una volta sul campo di battaglia per prendere parte al massacro. È un veterano anche per la sua esperienza con le armi da fuoco.
Tutti si aspettano che vinca questa edizione del gioco, ed è il favorito dagli scommettitori, membri del governo.
Afferma di conoscere un sistema per fuggire, e Kamon (il "professore" ndHebi), che osserva i suoi spostamenti assieme a Shuya (studente numero 15) e Noriko (studentessa numero 15), dice che è tutta una menzogna per guadagnarsi l'appoggio dei due partner.
Grazie alla sua esperienza come assistente del padre, che lavorava come medico, ha buone conoscenze di pronto soccorso. È un accanito fumatore.

## Storia
Nel libro e nel manga Shogo proviene dal liceo del Secondo Distretto di Kobe, prefettura Hyōgo, e viene trasferito nella classe 3-B del liceo di Shirowa, prefettura di Kagawa, qualche mese prima del Programma. Nel film proviene dal liceo Numero 4 di Kobe e compare in scena solo dopo che tutto il resto della classe si risveglia sull'isola. Nel film il resto della classe proviene dalla prefettura di Kanagawa.
Nel libro è descritto come un ragazzo dal “fisico simile a quello di un lottatore di peso medio”. I suoi capelli sono “talmente corti da farlo somigliare ad un monaco” e ha “una lunga cicatrice somigliante a una ferita da coltello che parte dal sopracciglio sinistro, e… due cicatrici ricurve sulla spalla destra, come se fosse stato ferito da un colpo di fucile”.
Ha partecipato al Programma nella sua vecchia classe, la 3-C, un anno prima (tre anni prima, nel film) e ne è uscito vincitore. Era il figlio di un dottore, ma nel film dice anche che suo padre era un pescatore e un cuoco. Nel manga c'è una scena in cui cura un bambino ustionato ed rimprovera duramente la madre in lacrime. Shogo parla spesso di una ragazza chiamata Keiko Onuki che era insieme a lui nel precedente Programma: è lei a regalargli il richiamo per uccelli.
Nel film a Shogo capita un fucile a pompa Franchi SPAS-12, mentre nel libro e nel manga ha un fucile Remington 870.
Grazie alla sua esperienza maturate nello scorso Programma, Shogo sa sempre qual è la cosa giusta da fare ed è molto ben organizzato. Nel libro, la prima notte, prima di incontrare Shuya e Noriko, ruba molti viveri dai magazzini del paese ed esplora il territorio per segnare gli edifici sulla sua mappa; sempre la prima notte incrocia Shinji Mimura, ma i due ragazzi si ignorano.
Incontra Shuya Nanahara e Noriko Nakagawa all'alba, mentre Kyoichi Motobuchi attacca Shuya con un revolver, e li salva sparando a Kyoichi. Nel libro e nel manga, Shogo si unisce ai due subito dopo l'attacco di Kyoichi; nel film si uniranno dopo. Shogo uccide Kaori Minami nel manga, cura la febbre di Noriko e aiuta lei e Shuya a scappare dall'isola. Protegge Noriko mentre Shuya viene curato al faro, nel rifugio di un gruppo di studentesse, dopo che Kazuo Kiriyama lo ferisce.
Alla fine riesce ad uccidere Kiriyama, ma viene ferito gravemente durante il combattimento, e muore sulla barca durante la fuga dall'isola, il giorno seguente. Riesce anche a uccidere l'istruttore del Programma (rispettivamente Kinpatsu Sakamochi nel libro e Fonemi Kamon nel manga). In entrambe le versioni, l'istruttore muore dopo che Shogo lo pugnala al collo con una matita.
Nel libro Shogo muore di una ferita al collo, mentre nel manga di una ferita allo stomaco infertagli da Kiriyama. Nel film non viene specificato.

## Personalità
Prima del Programma, Shogo Kawada non era il duro combattente che è durante il gioco. La sua personalità è diversa a seconda della versione: nel manga e nel libro è un infermiere capace, e come il padre medico, è molto intelligente anche se un po' freddo e antipatico nei rapporti col prossimo. Nel film non viene rivelato molto della sua vita prima del Programma, soltanto che ha appreso alcune cose da suo padre, ad esempio come cucinare e come guidare una barca.
Anche la sua relazione con Keiko è trattata in modi diversi: in un flashback nel libro e nel manga, i due sono fidanzati e nonostante siano una coppia felice la maggior parte del tempo, lei si arrabbia spesso a causa della natura scontrosa di lui.

## Durante il programma
Come la personalità e la sua relazione con Keiko Onuki, anche le vicissitudini di Shogo durante il Programma differiscono nelle tre versioni:
- Libro e manga:

Nel libro e nel manga, Shogo non vince per fortuna. Infatti è lui a detenere il record di uccisioni nell'intero gioco, durante la ricerca di Keiko squarta un ragazzo con una katana, poi spara a una ragazza dopo che lei gli ha sparato per prima, mancandolo. Durante il resto del gioco uccide più di 10 studenti (addirittura uno gettandolo dalla finestra), e si ferisce al sopracciglio, ferita che gli lascerà la cicatrice visibile nel secondo Programma.
Nel libro, viene detto che Keiko muore prima di incontrare Shogo e che lei era rimasta nel luogo dov'è morta per molto tempo (viene detto che lei ‘muore di un'orribile morte'). Dopo aver ucciso Kazuo, Shogo mente a Shuya e Noriko dicendo che non ha mai avuto una relazione con Keiko; nel libro e nel manga dice che la donna nella fotografia è una donna chiamata Kyoka Shimazaki. Shogo mente per ingannare Kinpatsu Sakanmochi perché sa che Sakamochi sta ascoltando la loro conversazione.
In seguito, nel manga, Shogo uccide un altro ragazzo sparandogli alla pancia. Lo studente pensa che Keiko debba stare con qualcuno che la ami davvero, e odia Shogo perché non lo ritiene degno e sembra aver perso la testa. Shogo sorride e fa finta di niente, dice di aver già ucciso 13 persone e afferma di voler giocare per vincere. A questo punto Shogo dice al ragazzo che non ha tolto la sicura dall'arma e intanto gli spara alla testa, uccidendolo. Quando Keiko gli chiede se ciò che aveva detto poco prima fosse vero, dice che sì, ha ucciso davvero 13 ragazzi, ma ha intenzione di uccidersi, lasciando che Keiko sopravviva e vinca il gioco. Ma Keiko gli punta la pistola addosso all'improvviso, Shogo reagisce e la ragazza viene uccisa da un colpo sparatole alla testa dall'ultimo sopravvissuto.
Immediatamente dopo, Shogo scopre che Keiko non stava mirando a lui, ma all'ultimo studente rimasto in vita alle sue spalle. Shogo, ora vincitore, viene portato via dall'isola, ricoverato in ospedale e poi riportato a casa, dove scopre che suo padre è stato ucciso quando si è ribellato ai soldati che erano andati a informarlo che la classe di Shogo era stata scelta per il Programma.
- Film:

Il Kawada del film differisce molto dal libro e dal programma. Innanzitutto, anche se non si sa quante persone uccide, di certo sono molto meno di 13. Quello che si evince da ciò che lui stesso rivela, è che lui e Keiko sono costretti a uccidere uno dei loro migliori amici che aveva cercato di eliminarli. Durante l'ultima ora del gioco Shogo e Keiko, entrambi feriti, attraversano una collina che è stata teatro di una battaglia di massa, con cadaveri sparsi ovunque attorno a loro. All'ultimo minuto, con l'avvicinarsi della scadenza del gioco, i loro collari iniziano a lampeggiare e a emettere il ‘bip’ che preannuncia l'esplosione. Consci di stare per morire, si abbracciano, ma prima che i collari esplodano Keiko spara a Shogo. I due rotolano e Shogo spara Keiko ferendola mortalmente: lei gli sussurra “Grazie…” e muore.
I collari si fermano e Shogo vince. Questo spiega, nel film, perché lui vuole conosce il motivo per il quale Keiko sacrifica la propria vita per lui, e lo scopre quando si ritrova a fare la stessa cosa durante il secondo programma, quando rischia la vita combattendo con Kazuo Kiriyama per permettere a Shuya e Noriko di sopravvivere. Sopravvive allo scontro, ma il giorno seguente le ferite causategli dall'Uzi di Kazuo si rivelano fatali. Durante la fuga in barca, Shogo insegna a Shuya come guidarla, poi si accascia sul ponte e ripete l'ultima parola di Keiko, dicendo che finalmente ha capito che ciò che lei voleva dire: “Grazie… e… e… sono felice di aver trovato infine dei veri amici”. Avendo compreso Keiko e trovato i suoi veri amici, Shogo muore felice, sorridendo come Keiko nel primo Programma.